# Třesavka velká
Třesavka velká (Pholcus phalangioides) je pavouk z čeledi třesavkovití.

## Vědecká synonyma
- Aranea phalangoides Fuesslin, 1775
- Pholcus lambertoni Millot, 1946
- Pholcus litoralis L. Koch, 1867
- Pholcus phalangoides Fuesslin, 1775

## Popis
Třesavka velká dosahuje velikosti těla 7–12 mm (z toho hlavohruď 3 mm), ovšem působí mnohem větší kvůli dlouhým končetinám (v rozpětí i více než 5 cm).
Nápadný pavouk s bizarním vzhledem. Hlavohruď je kruhovitá, vpředu s vystouplým očním hrbolkem, na kterém jsou oči uspořádány po třech na obou stranách (dvě triády) a mezi nimi uprostřed se nachází jeden pár očí zřetelně menších. Ve středu hlavohrudi je jednolitá tmavá skvrna. Sternum je jednobarevné, šedavé. Zadeček je protáhlý, u samic, které čekají mladé, je zadeček oválný. Na svrchní straně zadečku bývají tmavší skvrnky (stigmata), zejména u samců. Celkové zbarvení je šedavé, béžové. 
Vzhledově, zejména dlouhýma nohama, připomíná sekáče – tak získala druhové jméno phalangioides (sekáči – Phalangioidea). Na kloubech noh jsou tmavší skvrnky. Ovšem při bližším pohledu je zřetelně viditelné rozdělení těla (tenkou stopkou) na hlavohruď a zadeček. Také na rozdíl od sekáčů umí tkát sítě.

## Výskyt
Je hojná na mnoha místech Evropy, přičemž v severních částech střední Evropy je vzácnější.
V Česku je doložena od roku 1959, první nález pochází ze Semil z obchodu s ovocem a zeleninou (Jan Buchar).

## Ekologie
Třesavka velká je nepůvodní druh zavlečený do Evropy ze Středomoří a rychle se rozšiřuje ve střední Evropě.
Dle dat České arachnologické společnosti byla v ČR nejčastěji pozorována samice, a to v květnu, v nadmořské výšce 300–350 m v interiéru budov.
Jedná se o synantropní druh, který se vyskytuje převážně v budovách, hlavně ve vyhřívaných a suchých sklepích, v obytných místnostech, také v kůlnách, garážích atp. Přezimuje výhradně v nezamrzajících prostorách. Ve volné přírodě ho téměř nenalezneme.
Zpravidla na rozhraní stěny a stropu snová řídké sítě s nepravidelně uspořádanými vlákny a zavěšuje se hřbetem dolů, přichycena koncovými drápky končetin. Při vyrušení rozkmitá tělo zavěšené v síti (odtud český název rodu třesavka a čeledi třesavkovití), takže se v zorném poli případného predátora rozostří a nelze ji postřehnout.
Živí se hmyzem (např. rybenkami), stínkami a také jinými pavouky včetně třesavky sekáčovité, druhu v ČR původního, nebo pokoutníky. Ulovenou kořist zabalí – drží ji třetím párem nohou a omotává ji vláknem pomocí čtvrtého páru nohou. Usmrcuje ji poměrně silným jedem. Současně s ním vstříkne do těla kořisti trávicí enzymy, takže potravu přijímá natrávenou (mimotělní trávení); po chvíli z těla vysaje řídkou kašovitou hmotu. Zvláštností je neuvěřitelně výkonný savý žaludek (např. pakomára vysaje jedním otvorem v jeho noze).
Jed třesavky velké působí i na případné predátory, viz lehké přiotrávení pouštního pavoukovce solifugy, která třesavku pozřela. Člověku ale jed třesavky neublíží – třesavka není schopná prokousnout lidskou kůži.
Výsledky studie Novotného a Huly naznačují, že třesavka velká může negativně ovlivnit populace původních českých druhů pavouků, protože dospělci konzumují mláďata jiných druhů. To může mít škodlivý účinek na budoucí populace původních synantropních druhů. Testováno bylo pět druhů: skákavka skleníková (Hasarius adansoni), třesavka Simonova (Psilochorus simoni), snovačka skleníková (Parasteatoda tepidariorum), pokoutník tmavý (Tegenaria atrica) a pokoutník domácí (Tegenaria domestica).

### Video
- Pavouci Česka. Třesavka velká (Pholcus phalangioides) vs. ruměnice pospolná (Pyrrhocoris apterus). In: Youtube [online]. Publikováno 25. 4. 2016 [cit. 9. 10. 2018]. Dostupné z: https://www.youtube.com/watch?v=FT2SkhUbuEg